# Leonardius kellyae
Leonardius kellyae là một loài côn trùng cánh nửa trong họ Aleyrodidae, phân họ Aleurodicinae.
Leonardius kellyae được Martin miêu tả khoa học đầu tiên năm 2004.